# 威廉·派佩尔
威廉·弗雷德里克·约翰内斯·派佩尔（荷蘭語：Willem Frederik Johannes Pijper，1894年9月8日—1947年3月18日），荷兰作曲家，音乐教育家，音乐评论家。少时体弱多病，基本靠自学成才，后在阿姆斯特丹和鹿特丹教授作曲并撰写音乐评论。其作品多数是无调性的，但带有丰富的感情色彩，在20世纪荷兰音乐史上有很高地位。